# 松尾秀太郎

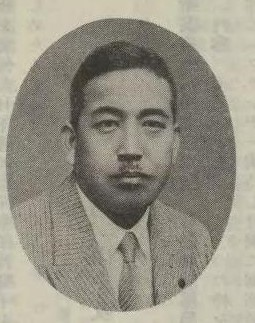
松尾秀太郎

松尾 秀太郎（1893年（明治26年） - ?）は、日本の発明家。
兵庫県立工業学校を卒業し、川崎造船所、阪神電鉄、神戸製鋼所、台湾鐵工所、田中機械製作所などに勤務した。1930年（昭和5年）に独立して松尾工業所を経営した。

## 実用新案
- 新案第181086号 スチーム、トラップ
- 新案第181799号 濾過帯洗浄式真空濾過機